# 拉陵灶火河
拉陵灶火河，是位于中华人民共和国青海省海西蒙古族藏族自治州格尔木市境内的一条内陆河流，发源于昆仑山脉沙松乌拉山北坡，与东侧的小灶火河平行向东北，过格芒公路（格尔木至茫崖）后分成几股，其中一股向北约15千米汇入乌图美仁河，另两股继续流向东北，在涩聂湖以西约50千米处消失在沙漠之中。河长130千米，流域面积1425平方千米，年均径流量0.22亿立方米。拉陵灶火河支流稀少，集水面积狭窄，80%的河段为季节河，丰水时河道中可见流水，旱季河床干涸。